# Friedenstein Stiftung Gotha
Die Friedenstein Stiftung Gotha (FSG) gehört mit 1,15 Millionen Objekten aus über 80 historisch gewachsenen Sammlungsbereichen der Kunst- und Kulturgeschichte sowie der Naturkunde zu den großen Kulturstiftungen Deutschlands. 2023 als Nachfolgerin der Stiftung Schloss Friedenstein Gotha (SSFG) gegründet, führte sie die einzelnen Sammlungen von Schloss Friedenstein und Herzoglichem Museum konzeptionell zu einem Universalmuseum, dem „Friedenstein Universum“, zusammen.
Ein Relaunch der Website ist in Arbeit, ebenso wie eine umfassendere Publikation zur Friedenstein Stiftung Gotha. Bis dahin dienen die von der Stiftung herausgegebene Imagebroschüre sowie mediale Meldungen und Artikel als Informationsmaterial. (Stand: April 2025)

## Entwicklung bis 2003

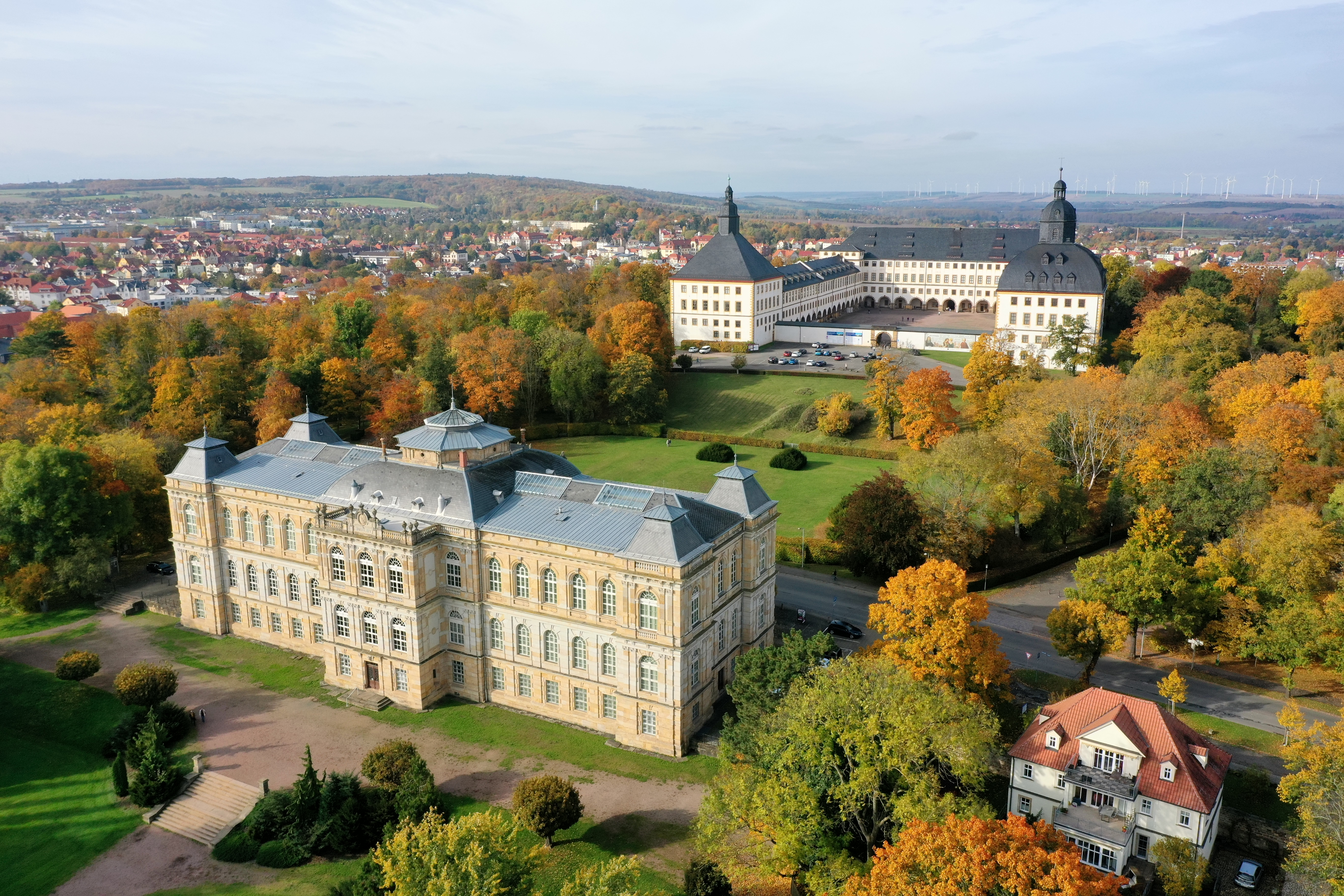
Schloss Friedenstein (hinten) und Herzogliches Museum (vorne)

Die Anfänge der Stiftung gehen auf die 1640 im Schloss Friedenstein von Herzog Ernst dem Frommen von Sachsen-Gotha angelegte Kunst- und Wunderkammer zurück. Die prestigeträchtige Sammlung von Objekten wie Gemälde und Skulpturen, Kunsthandwerk, Scientifica, Memorabilia, Ethnographica, Münzen, Naturalien und Mineralien ist noch zu einem großen Teil erhalten und folgerichtig die Basis für das heutige „Friedenstein Universum“.
Die beständig wachsende Sammlung erforderte im 19. Jahrhundert einen Neubau, der den Namen Herzogliches Museum erhielt und dem Bürgertum Zugang zu den Sammlungen der Gothaer Herzöge gewährte. 1919 wurde Herzog Carl Eduard von Sachsen-Coburg und Gotha enteignet, das Herzogliche Museum und die Herzoglichen Sammlungen dem Freistaat Thüringen übertragen und zu einem Landesmuseum zusammengefasst. 1928 erfolgte die Überführung in die Herzog von Sachsen-Coburg und Gothaische Stiftung für Kunst und Wissenschaft, die bis 1950 existierte.
In der Folgezeit konnten im Schloss zwei Museen eröffnet werden: 1928 im Westturm das Gothaische Heimatmuseum (ab 1969 Museum für Regionalgeschichte und Volkskunde) und 1949 das Gothaer Schlossmuseum aus Beständen des Herzoglichen Museums. 1954 wurde im ehemaligen Herzoglichen Museum das Biologische Zentralmuseum (ab 1971 Museum der Natur Gotha) eingerichtet.
Vor der Gründung einer Stiftung befanden sich die Museen als „Museen der Stadt Gotha“ unter dem Dach des „Gothaer Kulturbetriebes“ in kommunalem Besitz.

## Stiftung Schloss Friedenstein Gotha (SSFG)
Nachdem sich der Freistaat Thüringen, die Stadt Gotha und das Haus Sachsen-Coburg und Gotha im Jahr 2001 gütlich geeinigt hatten, konnte die Stiftung Schloss Friedenstein Gotha am 26. November 2003 als Stiftung bürgerlichen Rechts gegründet werden. Zu 75 Prozent durch die Stadt und zu 25 Prozent durch den Freistaat getragen, nahm sie am 1. Januar 2004 ihre Tätigkeit auf. Die Museen, zu denen auch das im späten 17. Jahrhundert errichtete barocke Ekhof-Theater gehört, gingen in die Trägerschaft der Stiftung über. Die Immobilien wie auch der Schlosspark Gotha wurden an die Stiftung Thüringer Schlösser und Gärten übertragen.
2008 wurde mit der inhaltlichen und räumlichen Neustrukturierung der Museumslandschaft als „Barockes Universum Gotha“ begonnen. Dazu gehörten auch die Einrichtung eines Außenmagazins (2010–2015), der Umzug des Museums der Natur ins Schloss (2010) und die Überführung der Kunstsammlungen in das aufwendig sanierte Herzogliche Museum (2013). Für die Arbeiten waren 30 Millionen Euro im Bundeshaushalt eingeplant. Die Kosten betrugen 30,4 Millionen Euro.
Die Stiftung Schloss Friedenstein Gotha war Herausgeber der Editionen „Gothaisches Museums-Jahrbuch“, erschienen 2000–2013 und „Der Friedenstein: Jahrbuch der Stiftung Schloss Friedenstein Gotha“, erschienen 2013–2018. Im Jubiläumsjahr 2014 präsentierte sie sich mit einem neuen Webauftritt.
2023 entschied der Stiftungsrat, die Stiftung in Friedenstein Stiftung Gotha umzubenennen.

## Friedenstein Stiftung Gotha (FSG)
Die Friedenstein Stiftung Gotha hob die formale Trennung der drei Museen – Schlossmuseum Gotha, Historisches Museum Gotha und Museum der Natur Gotha – auf, indem sie sich auf den Ursprung der Sammlung aus der Kunst- und Wunderkammer besann und das „Barocke Universum“ in ein „Universum Friedenstein“ umwandelte. Das Ensemble Friedenstein ist seither ein Universalmuseum, das die Zusammenhänge und Interaktionen zwischen den einzelnen Sammlungen betrachtet.
Durch die 2023 erfolgte Aufnahme in die Alliance of Early Universal Museums (AEUM) reiht sich das Ensemble in die Riege namhafter Institutionen ein, die sich dem musealen Umgang mit den Universalsammlungen der Frühen Neuzeit widmen. Dazu zählen beispielsweise die Franckeschen Stiftungen in Halle, das Teylers Museum in Haarlem, das Museo di Palazzo Poggi in Bologna sowie das Hunterian Museum in Glasgow.
Für die kommenden Jahre hat sich die FSG zum Ziel gesetzt, auf die Relevanz ihrer Sammlungen für die heutige Gesellschaft aufmerksam zu machen. Unterstützung erhält sie dafür von der Thüringer Staatskanzlei und der Beauftragten für Kultur und Medien in Höhe von insgesamt 51,7 Millionen Euro. So sollen beispielsweise ca. 26 Prozent der Objekte für die Präsentation im Internet erfasst, eingescannt und aufbereitet werden. Die Digitalisierung der Sammlungen wird vom Bund mit 20,3 Millionen Euro gefördert.

## Friedenstein Universum
Die musealen Sammlungen der Friedenstein Stiftung Gotha vereinen rund 1,15 Mio. Objekte aus den Bereichen der Kunst-, Kultur- und Naturgeschichte. Sie sind in 18 Teilbereiche gegliedert: Ägypten, Antike, Ethnographie, Fotothek, Gemälde, Graphik, Kulturgeschichte, Kunsthandwerk, Möbel, Moderne Kunst, Numismatik, Ostasien, Plastik, Ur- und Frühgeschichte, Botanik, Geowissenschaften, Zoologie Wirbellose und Zoologie Wirbeltiere.
Die Trennung in einzelne Museen ist aufgehoben und durch das „Friedenstein Universum“ ersetzt. Laut Dauerflyer der Stiftung umfasst dieses:
- Repräsentationsräume: prachtvoll ausgestattete Wohn- und Repräsentationsräume aus Barock, Rokoko und Klassizismus im Schloss Friedenstein
- Naturkunde:  Tierwelten von damals und heute  im Westflügel des Schlosses
- Herzogliches Museum: europäische und außereuropäische Kunstschätze von der Antike bis in die Neuzeit
- Kunstkammer: Schränke und Vitrinen mit originalen Objekten der herzoglichen Kunstkammer
- Ekhof-Theater: Barocktheater mit noch funktionierender Bühnenmaschinerie im Westturm des Schlosses
- Kulturgeschichte: „Baustelle Geschichte“ mit Highlights zur Kultur- und Landesgeschichte Thüringens
- Schlosspark:  Englischer Landschaftsgarten altem Baumbestand und spätbarocke Orangerie

## Fördervereine
Um einen Beitrag zum Erhalt und zur Erweiterung der Kunstsammlungen der Friedenstein Stiftung Gotha sowie der Pflege des Gesamtensembles Schloss Friedenstein zu leisten, hat sich im Jahr 2001 der Förderverein Freundeskreis Kunstsammlungen Schloss Friedenstein Gotha e.V. gegründet.
Der 2005 gegründete Verein Museumslöwen – Gemeinschaft zur Förderung des Museums der Natur Gotha e.V. hat es sich zur Aufgabe gesetzt, das Gothaer Naturkundemuseum zu fördern und durch persönliche Mitarbeit zu unterstützen. Dieses Engagement wurde 2011 mit dem Kulturmarken Award in der Kategorie „Förderverein des Jahres“ ausgezeichnet.